# 蒙特维多云雾森林
蒙特維多雲霧森林（Monteverde Cloud Forest Biological Reserve）是位於哥斯達黎加蓬塔雷納斯省和阿拉胡埃拉省之間的一個保護區。該森林保護區以蒙泰韋爾德區（Monteverde）命名。 其成立於 1972 年，由超過 10,500 公頃（26,000 英畝）的雲霧林組成，並由保護區熱帶科學中心（TSC）擁有和管理。其由6個生態區組成，其中90%為原始森林，並擁有極高的生物多樣性，包括 2500 多種植物（包括 420 種不同的蘭花）、100 種哺乳動物、400 種鳥類、120 種爬行動物和兩棲動物以及數千種昆蟲。它每年吸引大約 70,000 名遊客前往參觀和遊覽 。